# عنترة (اسم)
عنترة هو اسم علم مذكر من أصل عربي، ومعناه هو اشتهر به البطل عنترة بن شداد، وقد يلفظ «عنتر» من غير تاء مربوطة، سمي به دلالة على الشجاعة والإقدام، في حين أن المعنى اسم لنوع من الذباب الأزرق الذي يعلق تحت ذيل الدابة.

## شخصيات تحمل الاسم
- عنترة بن شداد (شاعر ومحارب عربي، 525 – 615)
- عنترة بيسواس (ممثلة هندية، 21 أكتوبر 1982 – )

## وصلات خارجية
- موسوعة السلطان قابوس لأسماء العرب نسخة محفوظة 5 أبريل 2019 على موقع واي باك مشين.